# Зелене Озеро
Зеле́не Озеро (рос. Зелёное Озеро) — село у складі Тунгокоченського району Забайкальського краю, Росія. Розташоване в межах міжселенної території Тунгокоченського району.

## Населення
Населення — 44 особи (2010; 60 у 2002).
Національний склад (станом на 2002 рік):
- росіяни — 46 %
- евенки — 45 %